# T119/120次列车
T119/120次列车是中国铁路曾在2003年至2009年运行于广东省会广州至湖北省会武汉之间的特快旅客列车，由广州铁路集团广州客运段负责客运任务。列车在停运前使用25K型客车，沿京广铁路运行，全程1069公里，途经湖北、湖南、广东三省份。其中武昌站至广州站使用车次为T119次；广州站至武昌站使用车次为T120次。2009年12月26日，武广高铁正式开通运营，T119/120次列车成为中国铁道部取消的13对普通列车车次之一，广州至武汉间的始发列车仅剩高速动车组列车。